# David Attenborough

David Attenborough (2015)

Sir David Frederick Attenborough, OM, CH, GCMG, CVO, CBE (* 8. Mai 1926 in London) ist ein britischer Tierfilmer, Naturforscher und Schriftsteller. Er wurde durch seine preisgekrönten Naturdokumentationen bekannt, die er im Auftrag der BBC produzierte. Attenborough ist der Sohn des Akademikers Frederick Levi Attenborough, Principal des University College Leicester (heute University of Leicester). Er ist der jüngere Bruder des 2014 verstorbenen Regisseurs und Schauspielers Richard Attenborough.

## Leben

### Jugend und Ausbildung
David Attenborough besuchte die Wyggeston Grammar School for Boys in Leicester und gewann ein Stipendium für das Clare College, Cambridge, wo er einen Abschluss in Naturwissenschaften erwarb.
Er verbrachte seine Kindheit mit dem Sammeln von Fossilien, Steinen und anderen Naturgegenständen. Attenborough wurde von seinem Umfeld ermutigt, und die junge Jacquetta Hawkes bewunderte seine Sammlung. Er verbrachte viel Zeit auf dem Gelände der University College Leicester und hörte im Alter von etwa 11 Jahren, dass die zoologische Abteilung einen großen Vorrat an Molchen benötigte, die er dann über seinen Vater für einen Threepence pro Stück anbot. Die Quelle, die er damals nicht verriet, war ein Teich direkt neben dem Institut. Ein Jahr später schenkte ihm Marianne, eine seiner Adoptivschwestern, ein Stück Bernstein mit eingeschlossenen prähistorischen Lebewesen, das sechzig Jahre später im Mittelpunkt seines Programms The Amber Time Machine stehen sollte.
Im Jahr 1936 besuchten David und sein Bruder Richard einen Vortrag von Grey Owl (Archibald Belaney) in der De Montfort Hall in Leicester und wurden von seinem Einsatz für den Naturschutz beeinflusst. Laut Richard war David „überwältigt von der Entschlossenheit des Mannes, den Biber zu retten, von seiner profunden Kenntnis der Flora und Fauna der kanadischen Wildnis und von seinen Warnungen vor einer ökologischen Katastrophe, sollte das empfindliche Gleichgewicht zwischen ihnen zerstört werden. Der Gedanke, dass der Mensch die Natur gefährdet, indem er ihre Reichtümer rücksichtslos plündert, war zu jener Zeit ungehört, aber er ist bis heute Teil von Daves eigenem Credo geblieben“. 1999 führte Richard bei einem Biopic über Belaney mit dem Titel Grey Owl Regie.

### Berufliche Karriere
David Attenborough trat 1947 in die Britische Marine (Royal Navy) ein und diente dort zwei Jahre. Danach arbeitete er für einen Verlag. 1952 knüpfte er die ersten Kontakte zur BBC. Sein erster TV-Auftritt war am 2. September 1953 im Kinderprogramm Animal Disguises. Seine Beziehung zu naturwissenschaftlichen Sendungen begann 1954 mit der Serie Zoo Quest.
Von 1965 bis 1968 war Attenborough als Controller von BBC 2 tätig. Anschließend war er bis 1972 Programmdirektor für die Fernsehprogramme BBC 1 und BBC 2. Er schlug das Angebot, Generaldirektor der BBC zu werden, aus und verließ 1972 das BBC-Management, um sich auf die Produktion von Sendungen zu konzentrieren.
Zu den Serien, an denen er beteiligt war, gehören Match of the Day, Pot Black, The Likely Lads, Not Only… But Also, Horizon, Man Alive, Masterclass, The Forsyte Saga, The Old Grey Whistle Test und The Money Programme. Die Vielfalt dieser Serien ging auf Attenboroughs Überzeugung zurück, dass das Angebot von BBC 2 so vielseitig wie möglich sein sollte. Er gab auch Monty Python’s Flying Circus in Auftrag.
Bis heute dauert seine Karriere über 70 Jahre. Damit ist er die Person mit der längsten Karriere als TV-Moderator. Zudem ist er die einzige Person, die BAFTA-Awards für Serien in Schwarz-Weiß, Farbe, HD, 4K und 3D gewonnen hat.

### Privatleben
Am 17. Februar 1950 heiratete Attenborough Jane Elizabeth Ebsworth Oriel. Sie waren 47 Jahre lang verheiratet, bis sie 1997 an einer Hirnblutung starb. Das Paar hat zwei Kinder, Robert und Susan. Robert ist Dozent für Bioanthropologie an der School of Archaeology and Anthropology der Australian National University in Canberra. Susan ist eine ehemalige Grundschulleiterin.
Attenborough ließ sich im Juni 2013 einen Herzschrittmacher einsetzen und 2015 eine doppelte Knieprothese. Im September 2013 kommentierte er: „If I was earning my money by hewing coal I would be very glad indeed to stop. But I’m not. I’m swanning round the world looking at the most fabulously interesting things. Such good fortune.“ (deutsch: Wenn ich mein Geld mit dem Kohlehauen verdienen würde, wäre ich in der Tat sehr froh, damit aufzuhören. Aber das tue ich nicht. Ich treibe mich in der Welt herum und sehe mir die fabelhaftesten und interessantesten Dinge an. Was für ein Glück.)
Attenborough ist Agnostiker.

## Dokumentationen

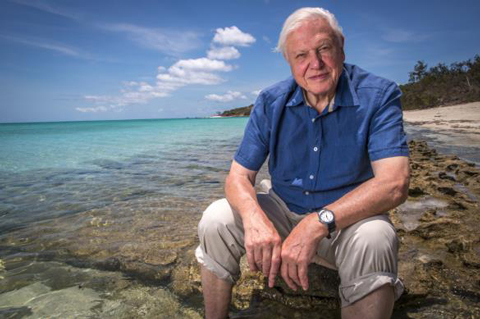
David Attenborough (2015)

Zu den wichtigsten TV-Dokumentarserien Attenboroughs gehört die Trilogie: Life on Earth, Die Erde lebt (The Living Planet) und Spiele des Lebens (Trials of Life). Diese Sendungen untersuchen die Organismen der Welt unter den Gesichtspunkten der Taxonomie, Ökologie und Evolutionsbiologie.
Thematisch eingegrenztere Produktionen waren Das geheime Leben der Pflanzen (The Private Life of Plants), Life in the Freezer (über Anpassungen an kalte Klimate), Das Leben der Vögel (The Life of Birds), The Blue Planet (über das Leben in den Ozeanen), Das Leben der Säugetiere (The Life of Mammals) sowie Verborgene Welten – Das geheime Leben der Insekten (The Life of Insects).
Attenborough moderiert auch die Langzeitserie Wildlife on One auf BBC One (je nach Kanal auch Wildlife on Two, BBC Wildlife und Natural World genannt).
Noch vor seiner Arbeit als Naturfilmer widmete er sich sehr umfassend dem weiten Feld der Stammeskunst der außereuropäischen Urvölker. Seine 7-teilige Dokumentation The Tribal Eye aus dem Jahre 1975 stellt bis heute das wohl umfassendste cineastische Werk zu diesem Thema dar. Zwei Folgen widmen sich der afrikanischen Kunst, jeweils eine den Indianern in British Columbia, den Ureinwohnern Südamerikas, den Nomaden des Iran und den Sepik-Völkern Neu-Guineas. Eine Extra-Folge beschäftigt sich mit dem Einfluss der Stammeskunstobjekte auf die internationalen Kunstmärkte.
2016 dokumentierte er die Ausgrabung und die Rekonstruktion nach den Originalfunden eines Titanosauriers der Gattung Notocolossus.
2022 fungierte er als Erzähler der fünfteiligen Reihe Ein Planet vor unserer Zeit beim Streaming-Dienst Apple TV+.

## Engagement für den Klimaschutz
Attenborough bringt sich in die öffentliche Debatte um Auswege aus der Klimakrise ein. Mit dem Klimawandel hatte er sich bereits seit seiner Dokumentation Are We Changing Planet Earth? (2006) auseinandergesetzt. Bei seiner vielbeachteten Rede auf der UN-Klimakonferenz in Katowice 2018 sagte er: „Derzeit stehen wir vor einer vom Menschen verursachten Katastrophe von globalem Ausmaß, unserer größten Bedrohung seit Tausenden von Jahren: dem Klimawandel. Falls wir nicht handeln, so steht der Zusammenbruch unserer Zivilisationen und das Aussterben eines Großteils der natürlichen Welt bevor.“

## Ehrungen
Die Britische Akademie für Film- und Fernsehkunst verlieh Attenborough 1970 den Desmond Davis Award und ernannte ihn 1979 zum Fellow. 1974 wurde er zum Commander of the Order of the British Empire ernannt. David Attenborough wurde 1981 mit dem Kalinga-Preis für die Popularisierung der Wissenschaft ausgezeichnet. Die Royal Society wählte ihn 1983 zum Fellow, 1985 wurde er zum Knight Bachelor geschlagen. 1991 wurde Attenborough in die American Academy of Arts and Sciences gewählt. Die Goldene Kamera wurde ihm 1992 verliehen. Im Jahr 2000 erhielt er den International Cosmos Prize, 2004 den Descartes-Preis für außergewöhnliche Leistungen in der Vermittlung von Wissenschaft und 2007 verlieh ihm die naturwissenschaftliche Fakultät der Universität Uppsala die Ehrendoktorwürde im Gedenken an Carl von Linné. Attenborough ist Träger von mehr als 30 Ehrendoktorhüten. 2020 wurde er mit dem Grand Cross des Order of St Michael and St George ausgezeichnet.
2009 erhielt er den Prinz-von-Asturien-Preis in der Kategorie Sozialwissenschaften.
Einige Leute, so der frühere BBC-Produzent Brian Leith, meinen, dass David Attenboroughs fünfzigjährige BBC-Karriere mit den zahlreichen Reisen für die Natursendungen ihn zum weitestgereisten Menschen der Geschichte gemacht habe.
Nach Attenborough wurden etwa 50 verschiedene Arten benannt, darunter auch einige ausgestorbene Spezies. Beispiele sind die fossile Fischart Materpiscis attenboroughi, die fleischfressende Pflanze Nepenthes attenboroughii, der Attenborough-Langschnabeligel (Zaglossus attenboroughi), die Spinne Spintharus davidattenboroughi, der Käfer Stenus attenboroughi und die in Südindien 2016 entdeckte Agamen-Art Sitana attenboroughii. Seit 2010 ist er zudem Namensgeber für die Attenborough Strait, eine Meerenge der Bellingshausensee in der Antarktis. Weiterhin wurde das im Jahr 2020 fertiggestellte britische Polarforschungsschiff Sir David Attenborough nach ihm benannt.

## Veröffentlichungen

### Bücher
- Zoo Quest to Guyana. Lutterworth Press, 1956.
- Zoo Quest for a Dragon. Lutterworth Press, 1957.
- Zoo Quest in Paraguay. Lutterworth Press, 1959.
- The Zoo Quest Expeditions. Lutterworth Press, 1980. (Zusammenfassende Edition obiger drei Titel mit neuer Einleitung.)
- Quest in Paradise. 1960
- Zoo Quest to Madagascar. 1961.
- Quest Under Capricorn. 1963.
- Fabulous Animals. 1975.
- The Tribal Eye. 1976.
- Life on Earth. 1979.
- Discovering Life on Earth. 1981.
- The Living Planet. 1984.
- The First Eden. 1987.
- als Hrsg.: Collins New Generation Guide to the birds of Britain and Europe. London 1987.
- The Atlas Of The Living World. 1989.
- The Trials of Life. 1990.
  - deutsch: Spiele des Lebens? Verhaltensweisen und Überlebenskampf der Tiere. Übersetzt von Jochen Taaks. Falken, Niedernhausen im Taunus 1991, ISBN 3-8068-4524-7.
- Das geheime Leben der Pflanzen. (The Private Life of Plants). Scherz, Bern / München/Wien 1995, ISBN 3-502-15031-1.
- Das Leben der Vögel. (The Life of Birds). Scherz Verlag, Bern/München/Wien 1999, ISBN 3-502-15030-3.
- Life On Air. 2002.
- Das geheime Leben der Säugetiere. (Life of Mammals). Scherz, Bern/München/Wien 2002, ISBN 3-502-15033-8.
- Life on Air. Memoirs of a Broadcaster. Autobiografie. 2002.
- Amazing Rare Things. The Art of Natural History in the Age of Discovery. 2007. ** deutsch: Wunderbare seltene Dinge. Die Darstellung der Natur im Zeitalter der Entdeckungen. Übersetzt von Ursula Wulfekamp. Schirmer Mosel, München 2008, ISBN 978-3-8296-0317-1.
- David Attenborough’s Life Stories. 2009.
- David Attenborough’s New Life Stories. 2011.
- Drawn From Paradise: The Discovery, Art and Natural History of the Birds of Paradise. Mit Errol Fuller, 2012.
- Adventures of a Young Naturalist: The Zoo Quest Expeditions. 2017.
  - deutsch: David Attenborough – Die Abenteuer eines Naturfreundes Übersetzt von Michael Müller, Terra Mater Books 2019, ISBN 978-3-99055-021-2.
- Journeys to the Other Side of the World: Further Adventures of a Young Naturalist. 2018.
- Dynasties: The Rise and Fall of Animal Families. Mit Stephen Moss, BBC Books, 2018, ISBN 978-1-78594-301-0.
- A Life on our Planet: My Witness Statement and Vision for the Future. Witness Books, Ebury Press, 2020, ISBN 978-1-5291-0827-9. (deutsch: Ein Leben auf unserem Planeten : die Zukunftsvision des berühmtesten Naturfilmers der Welt. übers. von Alexandra Hölscher. Blessing, München 2020, ISBN 978-3-89667-691-7.)
- Ocean: How to Save Earth's Last Wilderness. John Murray Press, London 2024, ISBN 978-1-399827621.

### Hörbücher
- 2010: Life on Air: Memoirs of a Broadcaster (Autorenlesung), BBC Physical Audio, ISBN 978-1-4084-6750-3
- 2020: A Life on Our Planet: My Witness Statement and Vision for the Future (Autorenlesung), Blackstone Pub, ISBN 978-1-5491-6147-6
- 2020: Ein Leben auf unserem Planeten: Die Zukunftsvision des berühmtesten Naturfilmers der Welt (gelesen von Erich Wittenberg), John Verlag, ISBN 978-3-96384-052-4

### DVDs
Zahlreiche Produktionen Attenboroughs wurden auch als Video vertrieben. Folgende DVDs sind meist noch erhältlich (angegeben ist das Jahr der englischen Erstsendung bzw. der deutschen Ersterscheinung, falls nicht anders spezifiziert):
- The Tribal Eye Aussereuropäische Stammeskunst (1975)
- Life on Earth (1979)
- Die Erde lebt (The Living Planet, 1984)[27]
- Lost Worlds, Vanished Lives (1989)
- Spiele des Lebens (Trials of Life, 1990)
- Life in the Freezer (1993)
- Das geheime Leben der Pflanzen (The Private Life of Plants, 1995)
- Das Leben der Vögel, 2004 (The Life of Birds, 1998)
- Zur Lage des Planeten (State of the Planet, 2000; Ausgabe September 2004)
- Das Leben der Säugetiere, 2006 (The Life of Mammals, 2002)
- Unser blauer Planet, 2004 (The Blue Planet, 2001)
- Great Wildlife Moments with David Attenborough (2003, Zusammenschnitt)
- Deep Blue (2004, Feature auf der Grundlage von The Blue Planet; Ausgabe Oktober 2004)
- Attenborough in Paradise and other personal voyages (2005)
- Verborgene Welten – Das geheime Leben der Insekten, 2006 (Life in the Undergrowth, 2005)
- Planet Erde (2006; als Sprecher)
- Kaltblütig – Die Welt der Drachen, Echsen und Amphibien, 2010 (Life in Cold Blood, 2008)
- The Truth About Climate Change (2008)
- Das Wunder Leben (Life, 2009)
- Der Ursprung des Lebens (First Life, 2-teilige Doku, 2010)[28]
- Eisige Welten, (Frozen Planet, 2011)
- Planet Erde II (2016, als Sprecher)
- Blue Planet II (2017, als Sprecher)

### Blu-ray
- Planet Erde (BD 2008)

### Kinofilm
- Ozean mit David Attenborough (englischer Originaltitel Ocean with David Attenborough)[29]

### Produzent
- 1986–1991, The Annual Queen’s Christmas Message

## Sonstiges
In den Fernsehserien Top Gear (in den Spezialfolgen) und The Grand Tour wurde Attenborough des Öfteren erwähnt.
Laut Statista wurde Attenborough im Jahr 2020 von 23,1 % der Briten als die am meisten zu bewundernde männliche Person angesehen. Keine andere männliche Person erreichte bei der Umfrage einen solch hohen Wert, bei den Frauen hatte nur Queen Elisabeth II. ein vergleichbares Resultat.